# Picconia excelsa
O pau-branco, Picconia excelsa, também conhecida popularmente como branqueiro, é uma planta endémica da ilha da Madeira e Canárias da família Oleaceae.
Apresenta-se como uma árvore com folhagem persistente que chega a atingir 15 metros de altura. O tronco apresenta-se esbranquiçado-acinzentado, verrugoso. As folhas decussadas, coriáceas.
Esta planta tem flores de cor branca, dispostas em cachos curtos, sendo os frutos em forma de drupas pouco carnudos e violáceo-purpúreos quando maduros.
Trata-se de uma espécie endémica da ilha da Madeira e das ilhas Canárias, que ocorre na floresta da Laurissilva do Til e do Barbusano.
Apresenta floração entre Fevereiro e Julho.
Ao longo dos tempos a madeira do pau-branco, de cor esbranquiçada a rosada, pesada e de grande dureza, foi utilizada em carpintaria, estruturas agrícolas, construção naval, embutidos e para fusos de lagares.